# Mangotsfield
Mangotsfield est un village et une ancienne paroisse civile anglaise du Gloucestershire.